# Henri Gaudier-Brzeska
Henri Gaudier-Brzeska (4. října 1891 – 5. června 1915) byl francouzský malíř a sochař, který vyvinul drsný, primitivní styl řezbářství.

## Životopis
Henri Gaudier se narodil v Saint-Jean-de-Braye nedaleko Orléans. V roce 1910 se přestěhoval do Londýna, aby se stal umělcem, přestože neměl žádné formální vzdělání. V osmnácti letech se setkal s polskou spisovatelkou, bývalou vychovatelkou Sophií Suzanne Brzeska či Sophie Gaudier-Brzeska (1873–1925), která byla dvakrát starší než Gaudier. Setkali se v Bibliothèque Sainte-Geneviève v Paříži. Měli spolu intenzivní vztah a Henri Brzeska připojil její jméno ke svému příjmení, přestože ke sňatku nikdy nedošlo. Jim Ede později napsal, že spojení jejich jmen nebylo nikdy víc, než jejich osobní uspořádání. Z té doby jsou doloženy jeho konfliktní postoje k umění. Dr. Uhlmayrovi, s nímž žil minulý rok, napsal:
Když čelím kráse přírody, přestávám mít cit pro umění, ve městě si cením svých nesčetných výhod – čím více se vydávám do lesa a do polí, tím více nedůvěřuji umění a přeji všem civilizacím, aby je vzal čert. Čím více bloudím kolem špíny a potu, tím lépe chápu umění a miluju ho, touha po něm se stává mou plačící potřebou.

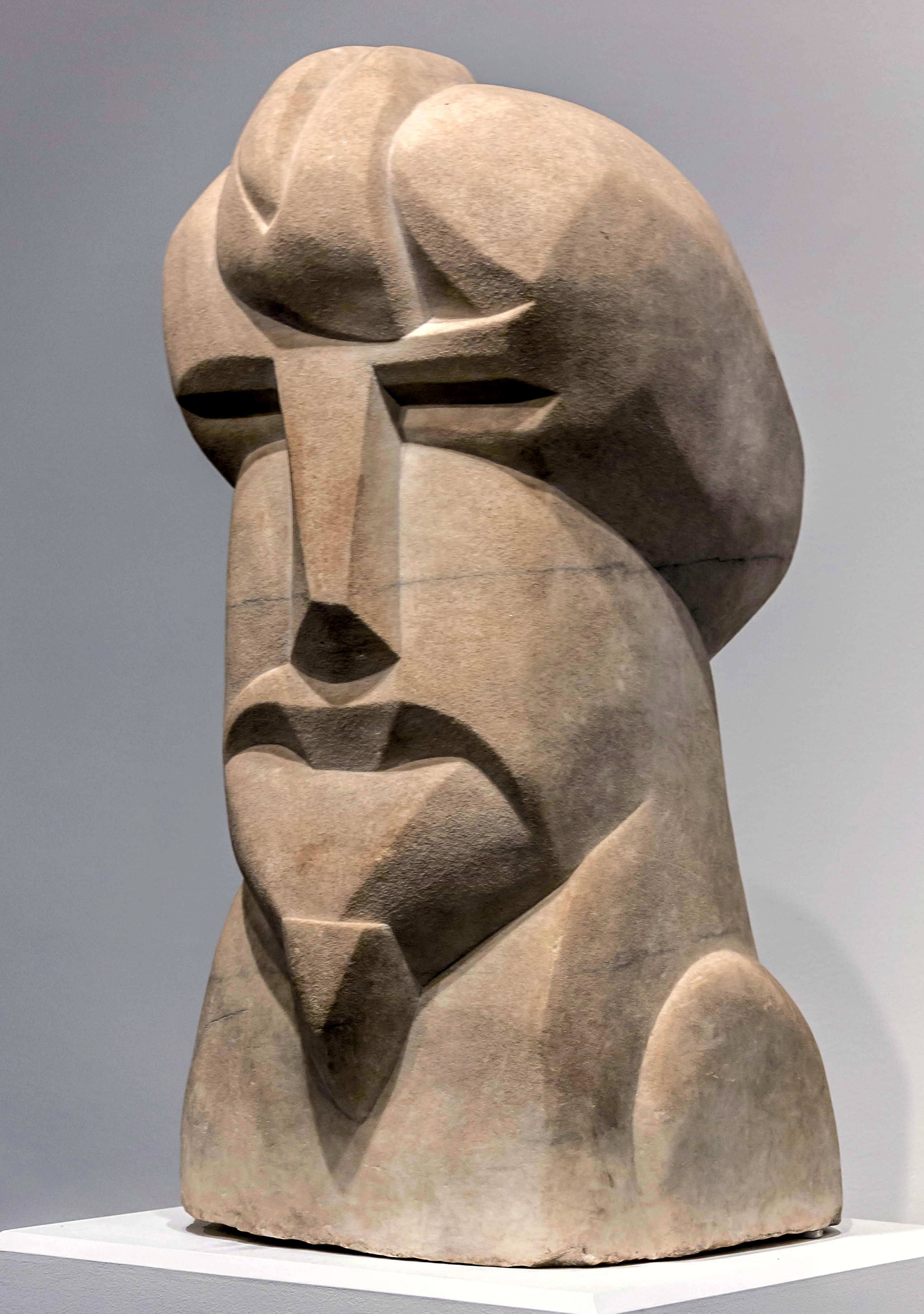
Hieratic Head of Ezra Pound 01 (brightened

Vyřešil tyto výhrady tím, že začal vytvářet sochy. Inspirován byl svým otcem tesařem. V Anglii Gaudier-Brzeska vstoupil do Vorticistického hnutí. Spolu s Ezrou Poundem a Wyndhamem Lewisem se stal zakládajícím členem umělecké skupiny The London Group. V roce 1912 byl ovlivněn Jacobem Epsteinem. Gaudier došel k přesvědčení, že socha by měla opustit styl vysoce propracovaného, dokonale vyleštěného starověkého Řecka a přijmout zemitější přímé řezbářství, ve kterém jsou stopy nástrojů viditelné na hotové soše jako otisk prstu umělce. Opustil svou fascinaci pro Augusta Rodina a začal studovat mimoevropská umělecká díla v Britském muzeu a v muzeu Victoria and Albert Museum. Jelikož si nemohl dovolit materiál potřebný ke svým pokusům témata ovlivněné indickými a asyrskými řezbami, tak jako Epstein, soustředil se nejprve na sochařské miniatury, jako je japonské netsuke. Až poté se začal věnovat práci podle námětů západní Afriky a tichomořských ostrovů.
V roce 1913 spolu s Claudem Lovatem Fraserem a Edwardem Gordonem Craigem ilustroval knihu Haldane Macfallové The Splendid Wayfaring (Skvělé putování). V roce 1913 se setkal s židovským umělcem Alfredem Wolmarem a vytvořil bronzovou bustu mladého umělce. Oba zůstali blízkými přáteli.
Styl kresby Gaudiera-Brzesky byl ovlivněn čínskou kaligrafií a poezií, kterou objevil na Ezuversity. Bylo to na popud Ezra Pounda, který byl obdivovatelem Ernesta Fenollosy. Fenollosa byl odborníkem na japonské umění a to přivedlo mladého sochaře do galerií východního umění, kde studoval ideogram a aplikoval tento styl na své umění. Na počátku první světové války se Gaudier-Brzeska zapojil do francouzské armády. Zdá se, že bojoval s malým ohledem na svou vlastní bezpečnost a dostal vyznamenání za statečnost než byl zabit v zákopu u Neuville-Saint-Vaast. Během svého pobytu v armádě vytvořil sochu z pušky německého vojáka.

## Vztah se Sofií Gaudier
O Gaudierově díle bylo napsáno několik knih, ale pouze kniha Savage Messiah (Zběsilý Mesiáš) od Harolda Stanley Edeho (Jim Ede) se zaměřuje na vztah Sophie a Henriho. Sophie byla spíše společnicí a její vztah s Gaudierem byl poznamenám vzájemnou závislostí. Oba trpěli jasnými známkami narušeného duševního zdraví. Henri byl Sophii oddán, dokonce si její příjmení přidal ke svému, ale Sophie byla často přemrštěná a zůstávala chladná k jeho romantickým představám. Podle Edeho buď nikdy neměli sex, snad jednou nebo dvakrát, nebo jen zřídka. Často se rozcházeli a Sophie kupovala Henrimu pro jeho potěšení prostitutky. Po jeho smrti se Sophie zhroutila a nakonec v březnu 1925 zemřela bez závěti v psychiatrické nemocnici v Barnwood House v Gloucestershire.

## Dědictví
Jim Ede koupil značnou část díla Gaudier-Brzesky spolu s majetkem Sophie Brzesky poté, co zemřela bez poslední vůle. Její majetek obsahoval četné dopisy mezi Henrim a Sophií. Ede použil tyto dopisy jako základ své knihy Savage Messiah o životě a díle Gaudier-Brzesky, který se stal základem filmu stejného jména režiséra Kena Russella. Závěr filmu ukazuje mnoho jeho soch a plně dokládá, jak velké umění vytvořil Gaudier během svého krátkého života.
Navzdory skutečnosti, že Gaudier-Brzeska měl jen čtyři roky na rozvoj svého umění, měl překvapivě silný vliv na modernistickou plastiku 20. století v Anglii a Francii. Jeho dílo je možné zhlédnout v Tate Gallery, Kettle's Yard, v National Museum of Art v Paříži a v Musée des Beaux-Arts d'Orléans. The Nasher Museum of Art při Duke University v americkém státě Severní Karolína uspořádalo výstavu The Vorticists: Rebel Artists in London and New York v letech 1914–1918. Výstava se konala od 30. září 2010 do 2. ledna 2011 a ukazovala i práci Henriho Gaudiera.

## Galerie

Henri Gaudier-Brzeska
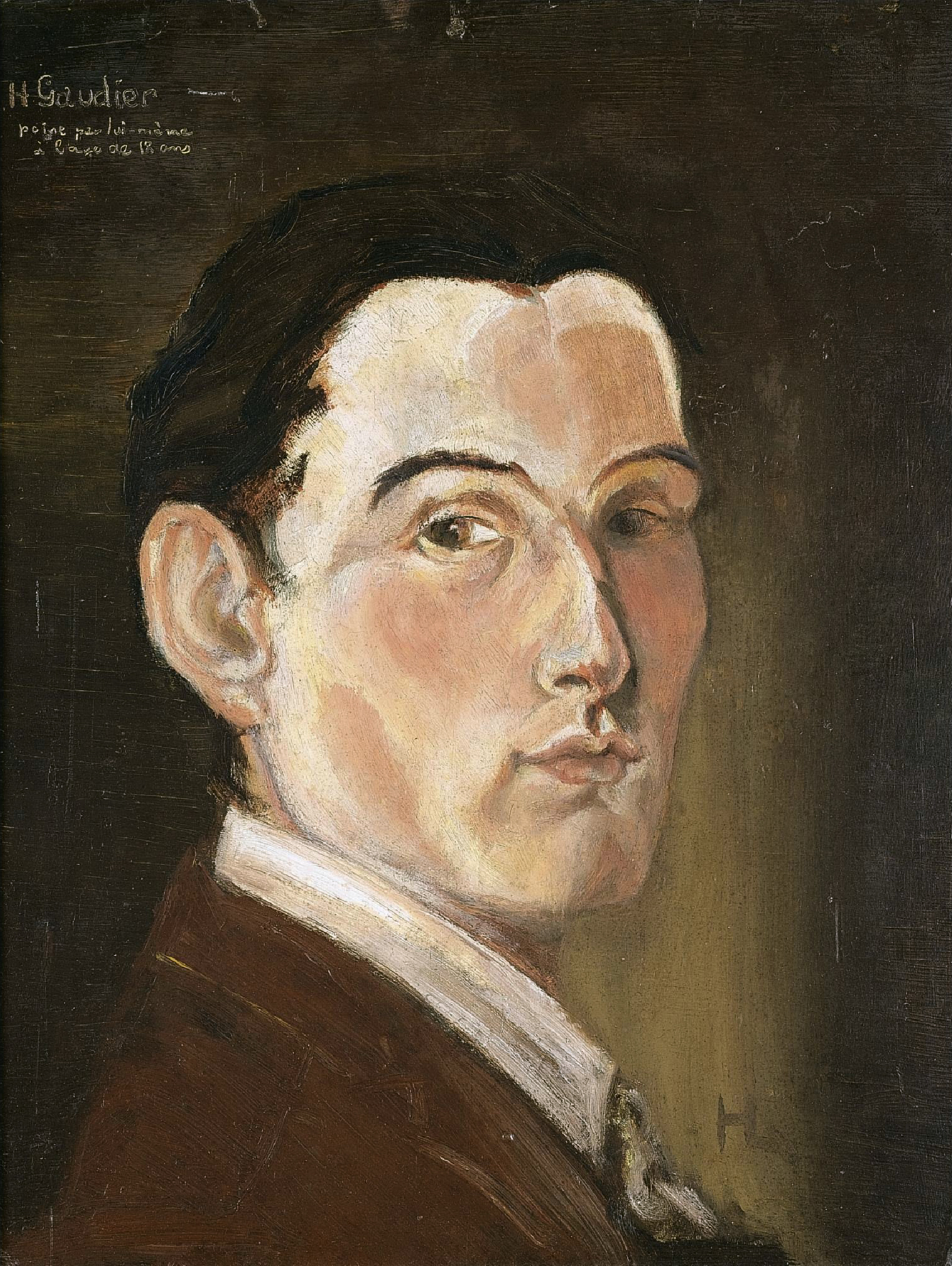
Autoportrét, 1909
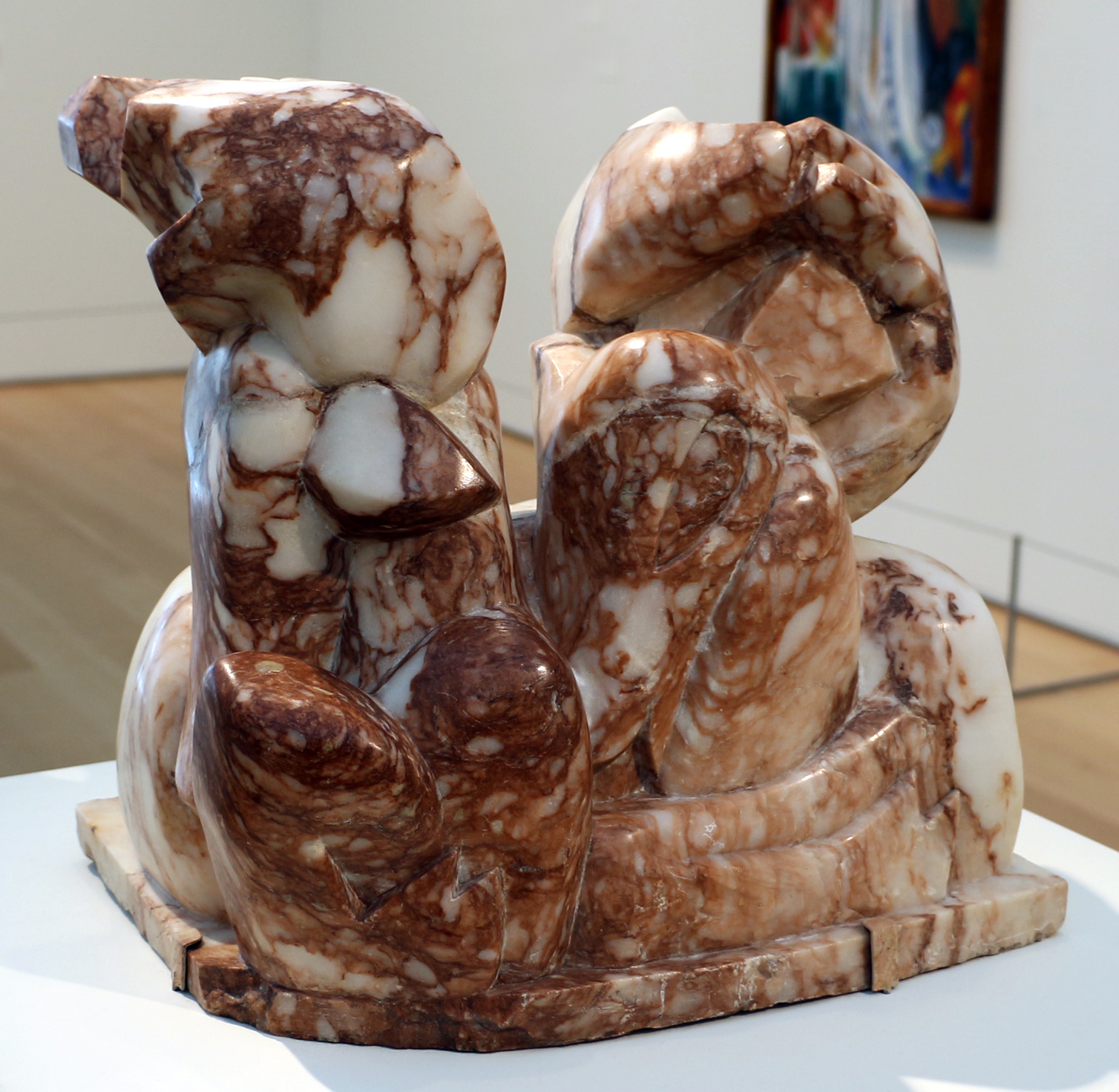
Červi, 1914
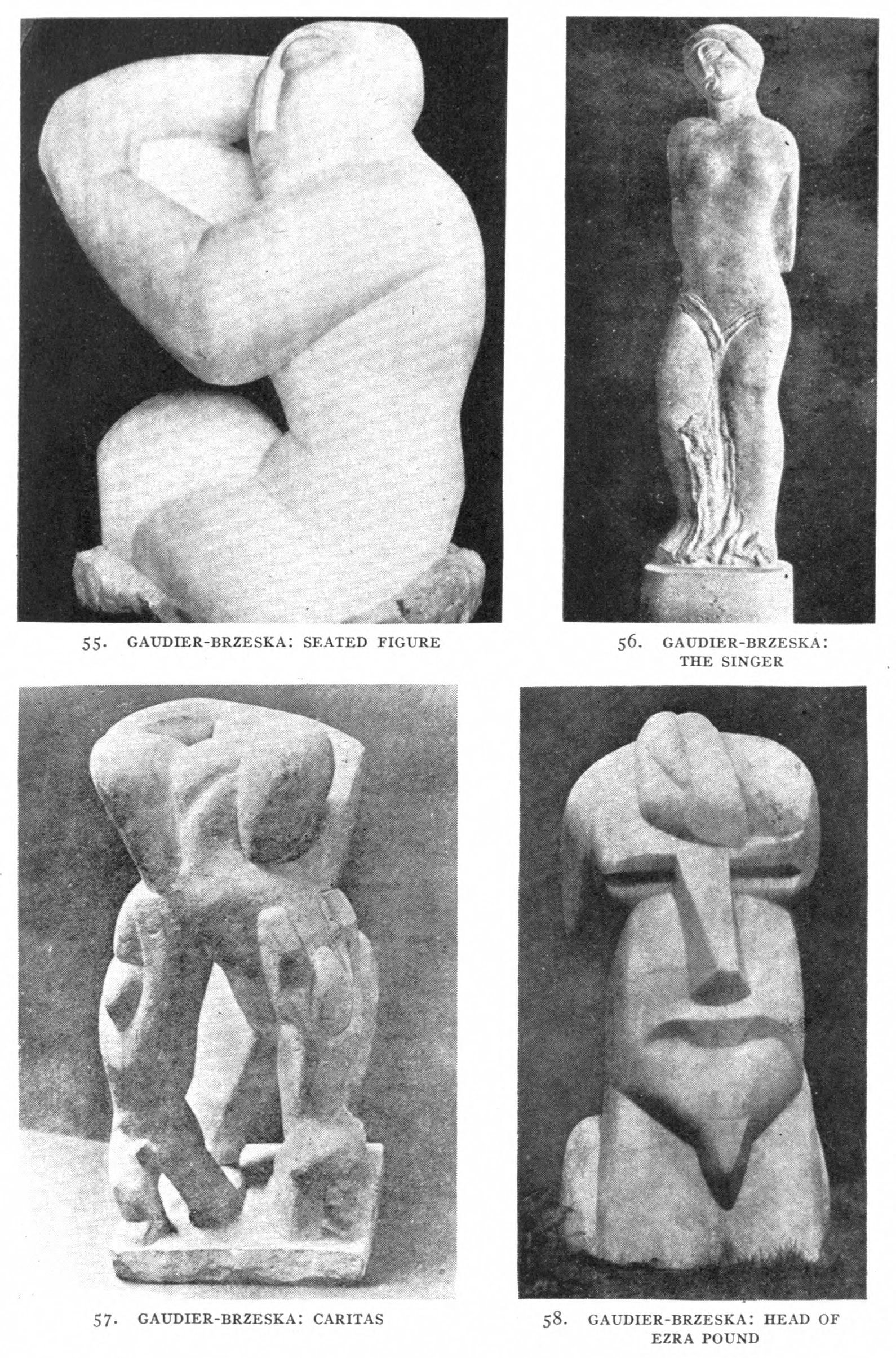
Seated Figure, The Singer, Caritas, Head of Ezra Pound
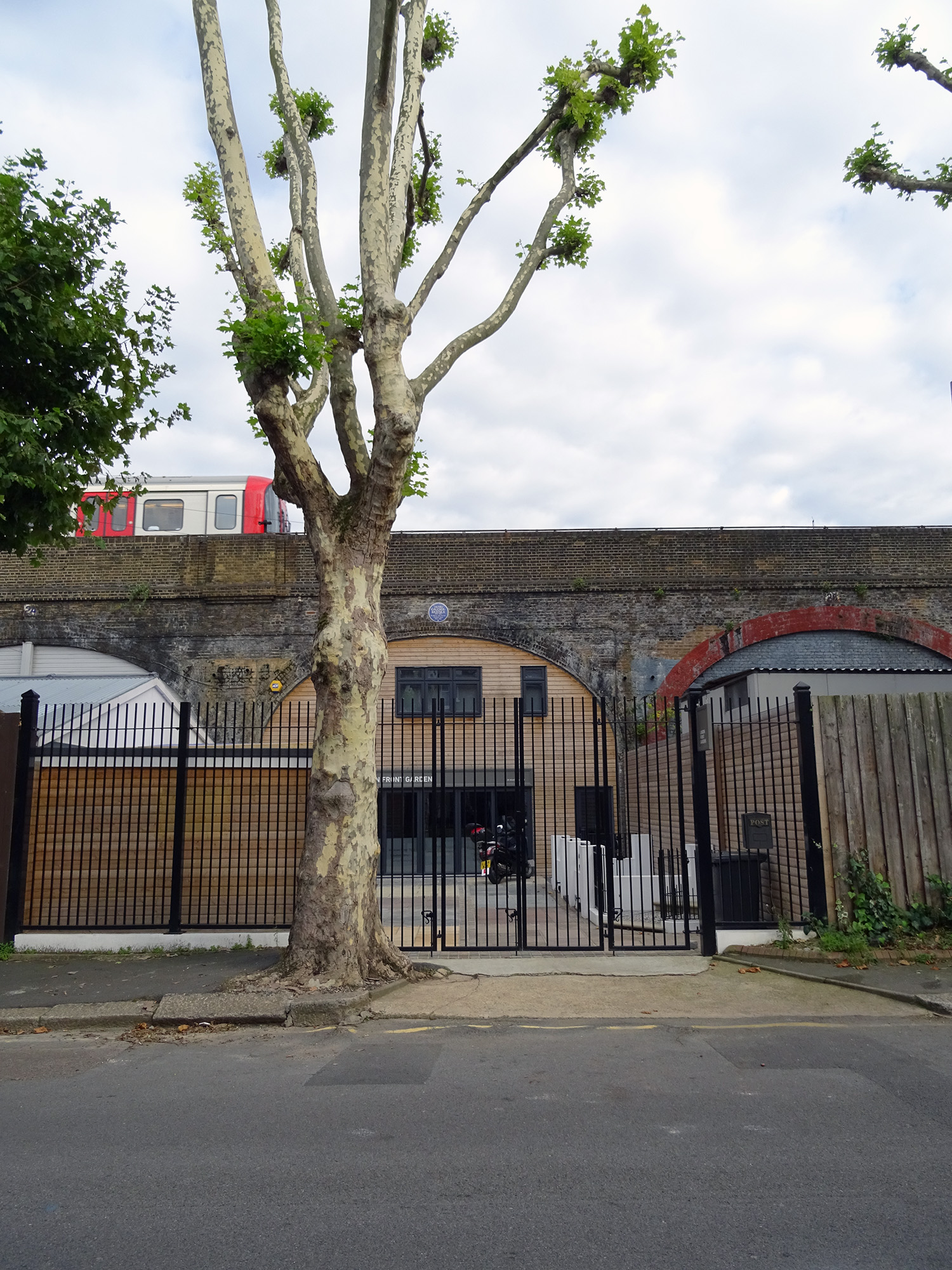
25 Winthorpe Road Putney, Londýn
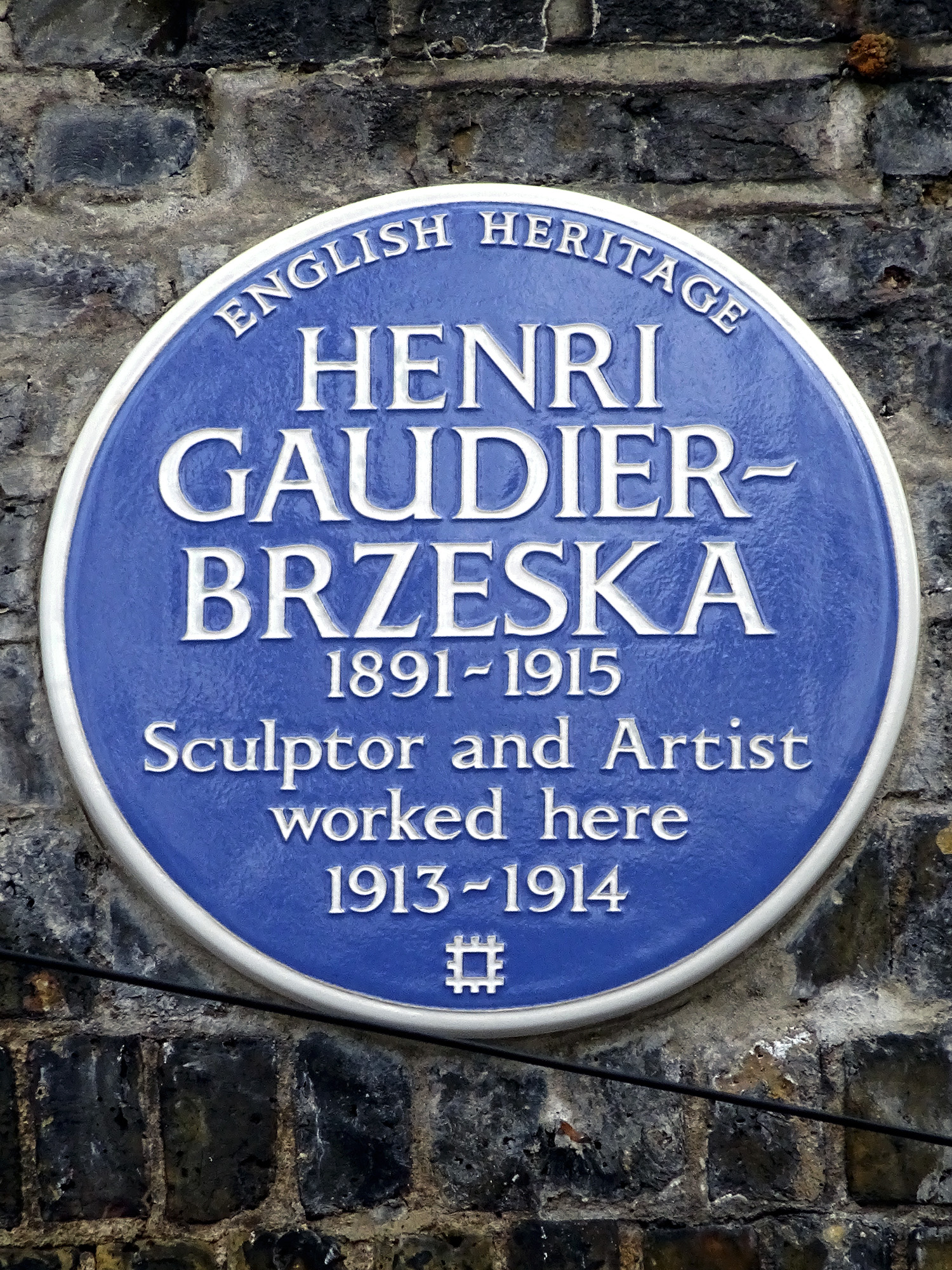
Pamětní deska
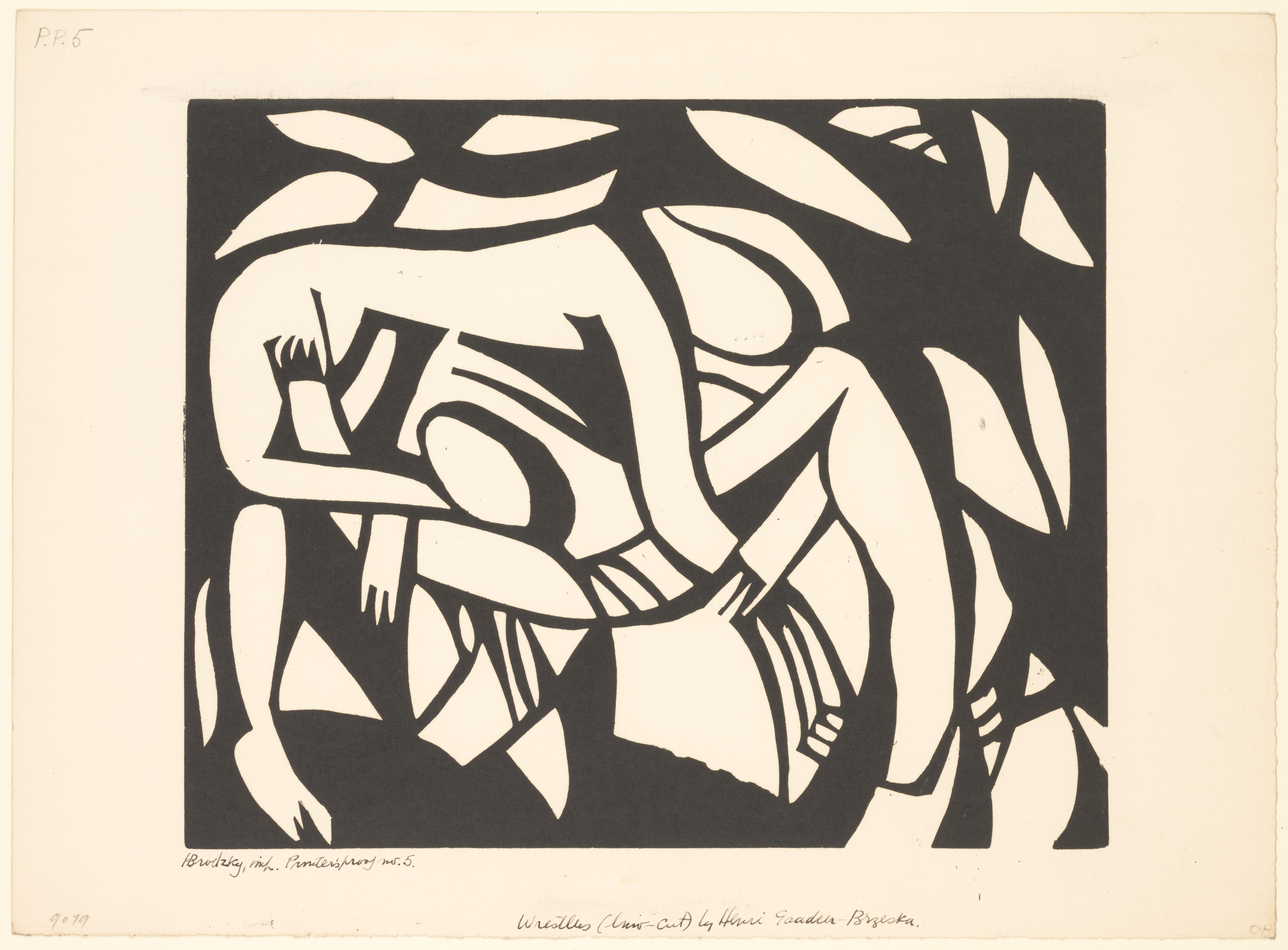
Wrestleři
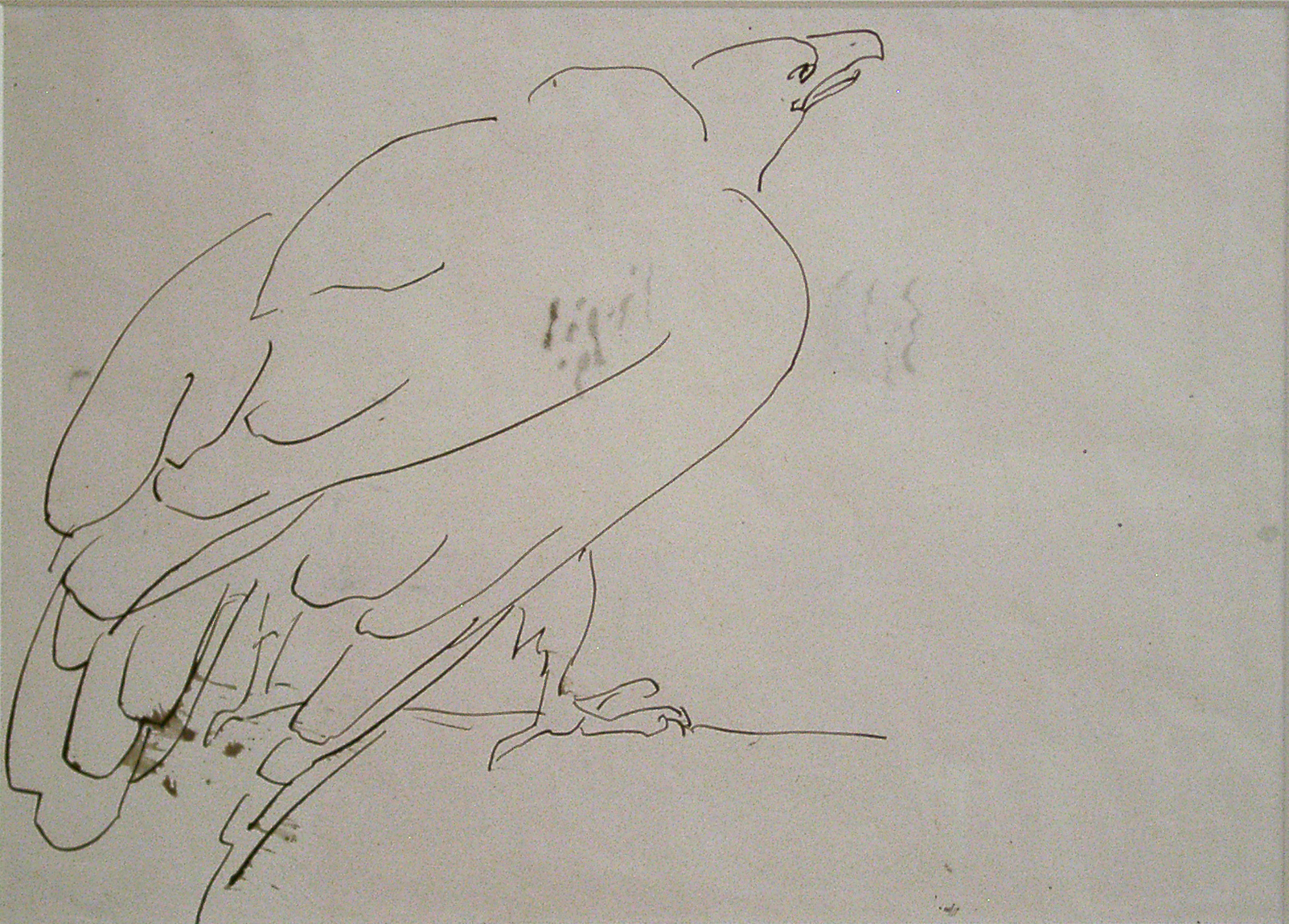
Orel, kresba